# Grigorij Chłamow
Grigorij Siergiejewicz Chłamow (ros. Григорий Сергеевич Хламов, ur. 6 grudnia?/19 grudnia 1903 we wsi Koszelewo k. Muroma w guberni włodzimierskiej (obecnie obwód niżnonowogrodzki), zm. 29 listopada 1968 w Moskwie) – radziecki polityk.

## Życiorys
Od 1926 członek WKP(b), w 1932 ukończył Moskiewski Instytut Autotraktorowy, po czym pracował w fabryce samochodów w Gorkim (obecnie Niżny Nowogród) jako majster, główny inżynier i zastępca dyrektora. W latach 1940–1941 główny inżynier Głównego Zarządu Inżynierii Specjalnej Ludowego Komisariatu Budowy Maszyn Średnich ZSRR, 1941–1943 główny inżynier moskiewskiej fabryki, 1946–1948 zastępca ministra przemysłu samochodowego i traktorowego ZSRR, 1948-1950 dyrektor fabryki samochodów w Gorkim im. Mołotowa, od 18 kwietnia 1950 do 5 marca 1953 minister przemysłu samochodowego i traktorowego ZSRR. Od marca 1953 do 1954 zastępca ministra inżynierii ZSRR, od 1954 do lipca 1955 I zastępca ministra przemysłu radiotechnicznego ZSRR, od 23 lipca 1955 do 10 maja 1957 minister budowy traktorów i maszyn rolniczych ZSRR, od maja 1957 do maja 1960 szef Wydziału Inżynierii Samochodowej, Traktorowej i Maszyn Rolniczych Państwowego Komitetu Planowania Rady Ministrów ZSRR, od maja 1960 do śmierci szef Głównego Zarządu Państwowych Rezerw Materialnych przy Radzie Ministrów ZSRR. Pochowany na cmentarzu Nowodziewiczym.

## Odznaczenia i nagrody
- Order Lenina (24 grudnia 1953)
- Order Czerwonego Sztandaru Pracy (dwukrotnie)
- Nagroda Stalinowska (1949)